# Berti Ameisen
Berti Ameisen (ur. 28 sierpnia 1883 w Nowym Sączu, zm. ?) − nauczyciel, dyrektor szkoły średniej w Łodzi.

## Życiorys
Urodził się 28 sierpnia 1883 w Nowym Sączu jako syn Maurycego Rozenzweiga (Rosenwassera?) i Blimy (Bronisławy) z d. Ameisen. Po ukończeniu gimnazjum w Nowym Sączu w 1901 r. studiował na Wydziale Filozoficznym Uniwersytetu Jagiellońskiego, od 1902 r. na Uniwersytecie Warszawskim, a w 1903 r. – na uniwersytecie w Lipsku (w swoich aktach personalnych podawał też jako miejsce studiów Wiedeń). Złożył obowiązujące w monarchii austro-węgierskiej egzaminy na nauczyciela języków polskiego oraz niemieckiego i od 1906 r. pracował jako nauczyciel szkół powszechnych a także średnich na terenie Galicji. Posiadał tytuł c.k. profesora.
Po wybuchu I wojny światowej wstąpił do Legionów. Przydzielony do intendentury, od 16 VIII 1914 r. sprawował funkcję zastępcy kierownika i kierownika magazynu surowca, a od 15 IX 1914 r. do 25 III 1915 r. kierownika magazynów głównych Legionów Polskich w Trzyńcu. Następnie referent w Centralnym Urzędzie Ewidencyjnym Departamentu Wojskowego NKN z siedzibą w Piotrkowie. 10 XI 1915 r. został mianowany chorążym kancelaryjnym. Od 19 lub 29 IV 1917 r. był p.o. zastępcą kierownika CUE, włączonego we wrześniu 1917 r. do Polskiego Korpusu Posiłkowego. 
Po wcieleniu CUE do Oddziału IX Sztabu Generalnego WP w listopadzie 1918 r. służył tam w stopniu podporucznika (mianowany 28 XII 1918 r.). 1 XII 1919 r. został mianowany porucznikiem. W 1920 r. zajmował stanowisko zastępcy szefa Wydziału Archiwalnego byłych Legionów Polskich Oddziału V Sztabu MSWojsk.
W 1919 r. zamieszkał w Łodzi i został dyrektorem Gimnazjum Żeńskiego Luby Sołowiejczyk-Magalifowej.
W roku następnym szkoła mieściła się pod adresem ul. Wschodnia 62.
W  1937 r. w wykazach szkół średnich żeńskich Łodzi szkoła figurowała jako Gimnazjum Żeńskie „Wiedza” L. Magalifowej pod adresem ul. G. Narutowicza 17.
Był członkiem komitetu organizacyjnego, który w 1921 r. zorganizował Społeczne Polskie Gimnazjum Męskie przy ul. Pomorskiej 105 (obecnie VIII Liceum Ogólnokształcące im. Adama Asnyka w Łodzi) którego został w 1921 r. pierwszym dyrektorem i był nim do 1939 r.
Był jednym z organizatorów Towarzystwa Bibliofilów w Łodzi w 1927 r..
Karol Hiller wykonał dla niego ekslibris.
Przed wybuchem II wojny światowej mieszkał w pobliżu szkoły przy ul. H. Kołłątaja 5.
Data i przyczyna śmierci oraz miejsce pochówku nieznane.